# 菲尔·蒙克顿
菲尔·蒙克顿（英語：Phil Monckton，1952年4月8日—），加拿大男子赛艇运动员。他曾代表加拿大参加1976年和1984年夏季奥林匹克运动会赛艇比赛，其中1984年奥运会获得一枚铜牌。